# Curtiss (Wisconsin)
Curtiss es una villa ubicada en el condado de Clark en el estado estadounidense de Wisconsin. En el Censo de 2010 tenía una población de 216 habitantes y una densidad poblacional de 123,19 personas por km².

## Geografía
Curtiss se encuentra ubicada en las coordenadas 44°57′10″N 90°26′22″O / 44.95278, -90.43944. Según la Oficina del Censo de los Estados Unidos, Curtiss tiene una superficie total de 1.75 km², de la cual 1.75 km² corresponden a tierra firme y (0.15%) 0 km² es agua.

## Demografía
Según el censo de 2010, había 216 personas residiendo en Curtiss. La densidad de población era de 123,19 hab./km². De los 216 habitantes, Curtiss estaba compuesto por el 58.33% blancos, el 0.46% eran afroamericanos, el 1.39% eran amerindios, el 0% eran asiáticos, el 0% eran isleños del Pacífico, el 39.81% eran de otras razas y el 0% pertenecían a dos o más razas. Del total de la población el 51.85% eran hispanos o latinos de cualquier raza.